# Laurent Dumais
Laurent Dumais (ur. 25 marca 1996 w Quebecu) – kanadyjski narciarz dowolny. Specjalizuje się w jeździe po muldach. Jak dotąd nie startował na igrzyskach olimpijskich ani na mistrzostwach świata. Najlepsze wyniki osiągnął w sezonie 2015/2016, kiedy to zajął 100. miejsce w klasyfikacji generalnej, a w klasyfikacji jazdy po muldach uplasował się na 19. miejscu.

## Osiągnięcia

### Mistrzostwa świata
| Miejsce | Dzień    | Rok  | Miejscowość   | Konkurencja      | Zwycięzca        |
| ------- | -------- | ---- | ------------- | ---------------- | ---------------- |
| 34.     | 8 marca  | 2017 | Sierra Nevada | Jazda po muldach | Ikuma Horishima  |
| 30.     | 9 marca  | 2017 | Sierra Nevada | Muldy podwójne   | Ikuma Horishima  |
| 24.     | 8 lutego | 2019 | Deer Valley   | Jazda po muldach | Mikaël Kingsbury |
| 12.     | 9 lutego | 2019 | Deer Valley   | Muldy podwójne   | Mikaël Kingsbury |
| 6.      | 8 marca  | 2021 | Ałmaty        | Jazda po muldach | Mikaël Kingsbury |
| 11.     | 9 marca  | 2021 | Ałmaty        | Muldy podwójne   | Mikaël Kingsbury |

### Puchar Świata

#### Miejsca w klasyfikacji generalnej
- sezon 2014/2015: 136.
- sezon 2015/2016: 100.
- sezon 2016/2017: 111.
- sezon 2017/2018: 165.
- sezon 2018/2019: 78.
- sezon 2019/2020: 35.

#### Miejsca na podium w zawodach
1. Saint-Côme – 23 stycznia 2016 (jazda po muldach) – 3. miejsce
2. Tazawako – 22 lutego 2020 (jazda po muldach) – 3. miejsce
3. Ałmaty – 1 marca 2020 (muldy podwójne) – 3. miejsce